# باخارفسکی
باخارفسکی (به لاتین: Bakharevsky) یک منطقهٔ مسکونی در روسیه است که در استان آستراخان واقع شده‌است.